# 巴爾巴赫河
51°27′29″N 7°39′3″E / 51.45806°N 7.65083°E

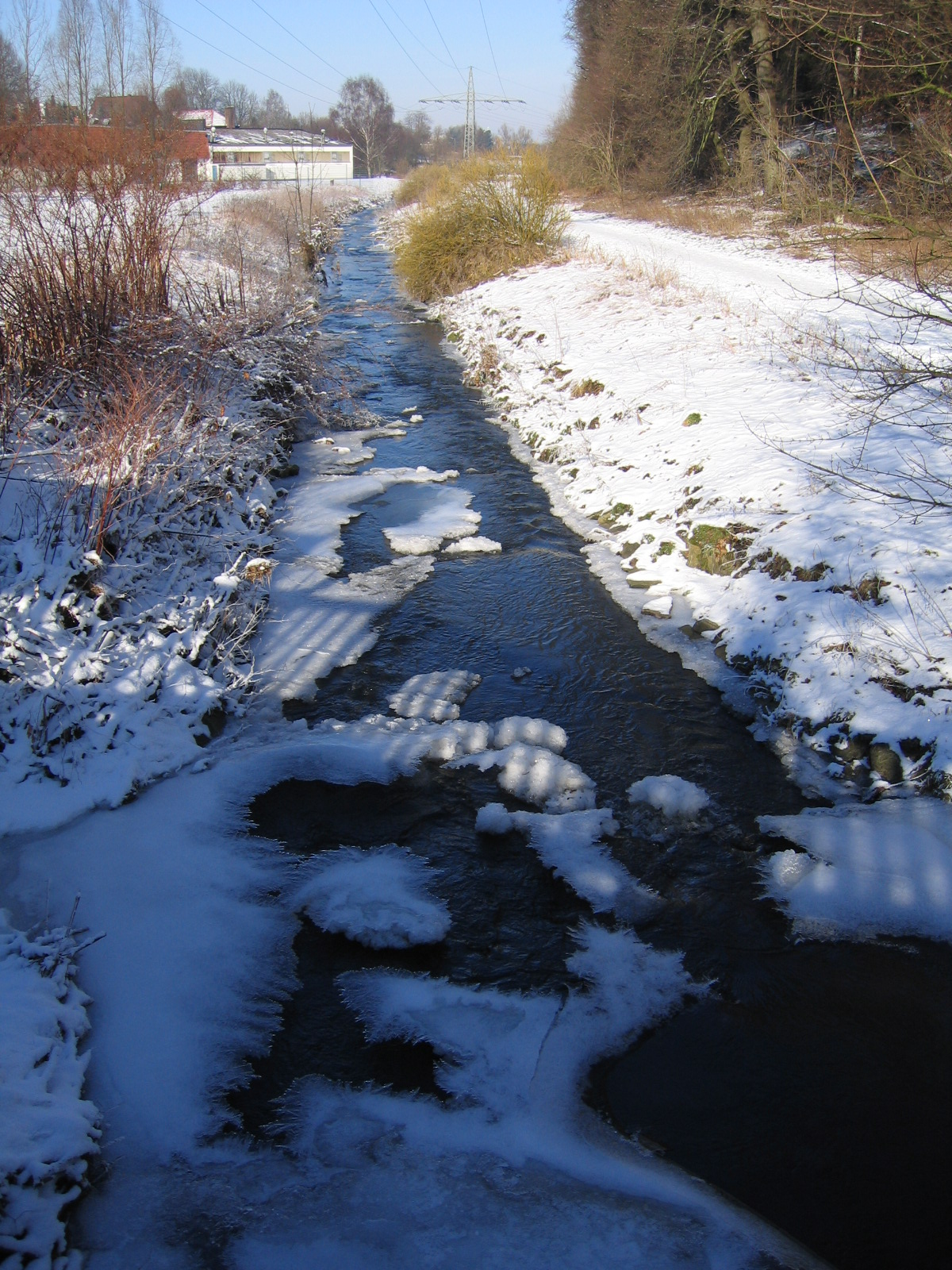

巴爾巴赫河（德語：Baarbach），是德國的河流，位於該國西部，處於北萊茵-威斯特法倫州，屬於魯爾河的左支流，河道全長17.6公里，流域面積53.3平方公里。